# 4414 Sesostris
4414 Sesostris је астероид главног астероидног појаса. Приближан пречник астероида је 12,09 ,
а средња удаљеност астероида од Сунца износи 2,334 астрономских јединица (АЈ).
Инклинација (нагиб) орбите у односу на раван еклиптике је 7,749 степени, а орбитални период износи 1303,111 дана (3,567 године). Ексцентрицитет орбите астероида износи 0,117.
Апсолутна магнитуда астероида износи 14,00 а геометријски албедо 0,030.
Астероид је откривен 24. септембра 1960. године.